# Paolo Bertini
Paolo Bertini (Arezzo, 7 luglio 1964) è un ex arbitro di calcio italiano.

## Biografia
Avvicinatosi all'arbitraggio seguendo le orme paterne, fu inserito nella CAN su segnalazione del designatore Tullio Lanese nel 1998. Esordiente in Serie B nella stagione 1998-99, debuttò in massima categoria il 3 ottobre 1999 dirigendo la sfida tra Perugia e Reggina (conclusa per 2-1 in favore dei Grifoni).
Un episodio controverso della sua carriera — estesa a livello internazionale dal 2003 — è legato alla gara che gli stessi umbri sostennero con l'Inter il 19 gennaio 2003, nella quale concesse dapprima erroneamente un rigore alla formazione biancorossa — espellendo nella circostanza il nerazzurro Córdoba per un fallo di mano che in realtà non venne commesso — e convalidò successivamente una rete irregolare di Vryzas in quanto segnata con la mano. In ragione di tali fatti fu temporaneamente sospeso dall'attività.
Ha diretto 110 gare del massimo campionato, l'ultima delle quali il 18 marzo 2007 tra Messina e Torino.

### Vicende giudiziarie
Coinvolto nell'inchiesta di Calciopoli, fu prosciolto dalle accuse nel luglio 2006. Successive indagini, volte ad appurare eventuali responsabilità sul piano penale, ne causarono la sospensione in via cautelare da parte dell'AIA nella primavera 2007.
Posto sotto accusa dalla Procura di Napoli per associazione a delinquere finalizzata alla frode sportiva, nell'agosto 2008 fu inibito per 18 mesi dalla Commissione Disciplinare: giudicato con rito abbreviato nell'ottobre seguente, fu assolto dalla CAF. Il processo penale svoltosi nel novembre 2011 vide inizialmente la condanna — da parte del Tribunale di Napoli — a 17 mesi di reclusione, poi ridotti a 10 in appello: nel marzo 2015, dopo aver rinunciato alla prescrizione, fu assolto in via definitiva dalla Corte di Cassazione.

## Dopo il ritiro
Nel 2015 si candidò da capolista di Fratelli d'Italia alle elezioni comunali di Arezzo: non eletto, nel settembre 2016 entrò a far parte del consiglio comunale subentrando al dimissionario Francesco Macrì.